# Проспериті (Західна Вірджинія)
Проспериті (англ. Prosperity) — переписна місцевість (CDP) в США, в окрузі Релей штату Західна Вірджинія. Населення — 1345 осіб (2020).

## Географія
Проспериті розташоване за координатами 37°50′22″ пн. ш. 81°11′46″ зх. д. / 37.83944° пн. ш. 81.19611° зх. д. (37.839501, -81.196181).  За даними Бюро перепису населення США в 2010 році переписна місцевість мала площу 6,38 км², з яких 6,37 км² — суходіл та 0,01 км² — водойми.

## Демографія
Згідно з переписом 2010 року, у переписній місцевості мешкало 1498 осіб у 648 домогосподарствах у складі 426 родин. Густота населення становила 235 осіб/км².  Було 686 помешкань (108/км²).
Расовий склад населення:
| - 95,6 % — білих - 1,7 % — чорних або афроамериканців - 0,5 % — азіатів - 0,1 % — корінних американців |

До двох чи більше рас належало 1,5 %. Частка іспаномовних становила 1,7 % від усіх жителів.
За віковим діапазоном населення розподілялося таким чином: 20,7 % — особи молодші 18 років, 63,5 % — особи у віці 18—64 років, 15,8 % — особи у віці 65 років та старші. Медіана віку мешканця становила 41,7 року. На 100 осіб жіночої статі у переписній місцевості припадало 93,0 чоловіків;  на 100 жінок у віці від 18 років та старших — 92,2 чоловіків також старших 18 років.
Середній дохід на одне домашнє господарство  становив 52 806 доларів США (медіана — 39 052), а середній дохід на одну сім'ю — 68 410 доларів (медіана — 52 115). За межею бідності перебувало 3,7 % осіб, у тому числі 0,0 % дітей у віці до 18 років та 0,8 % осіб у віці 65 років та старших.
Цивільне працевлаштоване населення становило 701 осіб. Основні галузі зайнятості: роздрібна торгівля — 23,3 %, освіта, охорона здоров'я та соціальна допомога — 22,3 %, виробництво — 17,8 %.